# رافائل باگویان
رافائل باگویان (ارمنی: Ռաֆայել Անդրանիկի Բագոյան؛ زادهٔ ۲۵ مارس ۱۹۴۸) سیاست‌مدار اهل ارمنستان است که از تاریخ ۱۹۹۵ تا تاریخ ۱۹۹۶ در دولت هراند باگراتیان سمت وزیر کار و تأمین اجتماعی ارمنستان را برعهده داشت.
از تاریخ ۱۹۹۰ تا تاریخ ۱۹۹۵ سمت نمایندگی دوره اول شورای عالی جمهوری ارمنستان را برعهده داشت.

## زندگی‌نامه
در ۲۵ مارس ۱۹۴۸ در باکو به دنیا آمد و از دانشگاه پلی‌تکنیک ارمنستان فارغ‌التحصیل شد. 